# Najdi (oveja)
Najdi o Nejdi es una raza ovina nativa de Arabia Saudita, de la región de Najd, Península arábiga, estas ovejas son criadas en otros países árabes, tales como Kuwait, Jordania, Omán e Irak.

## Características
La oveja Najdi es un animal alto, con un promedio de 76 a 86 cm de altura en la cruz, sus orejas son largas y caídas, son de color negro en general, con caras, cola y patas de color blanco.
Najdi están muy adaptada a la vida del desierto, es muy valorada por su carne, leche y su lana larga.